# Сиваганга (округ)
Сивага́нга (англ. Sivagangai) — округ в индийском штате Тамилнад. Административный центр — город Сиваганга. Площадь округа — 4189 км².

## История
Образован 6 июля 1984 года из части территории округа Рамнад.

## Демография
По данным всеиндийской переписи 2001 года население округа составляло 1 155 356 человек. Уровень грамотности взрослого населения составлял 72,2 %, что выше среднеиндийского уровня (59,5 %). Доля городского населения составляла 28,2 %.
По переписи 2011 года население округа составляло 1 339 101 человек. Средний уровень грамотности населения составил 71,67 %, что немого ниже среднеиндийского уровня 72,99 %.